# Съезды НСДАП
Съезды НСДАП (официальное название — Имперский партийный съезд, Reichsparteitagо файле) — партийные конгрессы НСДАП, проходившие в период с 1923 по 1938 год. Начиная с 1927 года местом съездов стал Нюрнберг, начиная с 1933 года они проводились ежегодно на территории съездов НСДАП. Съезды НСДАП должны были продемонстрировать величие германской нации, они стали важным элементом нацистской пропаганды.

## Обзор
Первый съезд НСДАП открылся в Мюнхене 27 января 1923 года. Несмотря на первоначальный запрет съезда властями Баварии и введённое ими чрезвычайное положение, Гитлер добился разрешения на проведение массовой акции. Съезд состоял из 12 собраний в разных частях города и церемонии возложения знамён на Марсовом поле при участии 5000 штурмовиков. Второй съезд состоялся в Веймаре в 1926 году.
Начиная с 1927 года съезды проходили в Нюрнберге, так как Гитлер считал, что готическая архитектура Нюрнберга наиболее полно воплощает германскую культуру. Главным местом действия были расположенные на окраине города Арена Луитпольда — площадь для демонстраций, вмещавшая до 150 000 человек, и Зал Луитпольда вместимостью до 16 000 человек, в котором проходили собрания. По проекту Альберта Шпеера в этом районе должен был быть создан роскошный комплекс, предназначенный для проведения партийных съездов.
Начиная с 1933 года каждому съезду присваивалось название, определявшее его главную тему. С этого же момента съезды планировались на начало сентября и растягивались на несколько дней. В последние дни съездов проходили парады Гитлерюгенда, СС и СА и Вермахта. В программу поздних съездов входило световое шоу «храм света», для постановки которого Шпеер использовал около 150 зенитных прожекторов.
По окончании каждого съезда, начиная с 1927 года, создавались пропагандистские документальные фильмы. В 1933—1935 режиссёром этих фильмов была Лени Рифеншталь, а фильм «Триумф воли», посвящённый шестому съезду, стал заметным явлением в кинематографе. В 1940 году вышел пропагандистский документальный фильм «Марш к фюреру».

## Список съездов
- 1923 — I съезд, Мюнхен, 27—29 января.
- 1926 — II съезд, Веймар, 3—4 июля.
- 1927 — III съезд, Нюрнберг, 19—21 августа.
- 1929 — IV съезд, Нюрнберг, 1—4 августа.
- 1933 — V съезд, Нюрнберг, 30 августа — 3 сентября. В честь прихода нацистов к власти назван «Съездом победы» («Reichsparteitag des Sieges»). Съезду был посвящён фильм «Победа веры».
- 1934 — VI съезд, Нюрнберг, 5—10 сентября, «Съезд единства и силы» («Reichsparteitag der Einheit und Stärke»). Съезду был посвящён фильм «Триумф воли».
- 1935 — VII съезд, Нюрнберг, 10—16 сентября, «Съезд свободы» («Reichsparteitag der Freiheit»). Съезду был посвящён фильм «День свободы! — Наш вермахт!», на нём же были приняты два расовых закона и состоялось первое представление «храм света».
- 1936 — VIII съезд, Нюрнберг, 8—14 сентября, «Съезд чести» («Reichsparteitag der Ehre»).
- 1937 — IX съезд, Нюрнберг, 6—13 сентября, «Съезд труда» («Reichsparteitag der Arbeit»).
- 1938 — X съезд, Нюрнберг, 5—12 сентября, «Съезд Великой Германии» («Reichsparteitag Großdeutschland»).
- 1939 — XI съезд, Нюрнберг, «Съезд мира» («Reichsparteitag des Friedens»). Должен был открыться 2 сентября, но был отменён из-за нападения Германии на Польшу.